# 江南荸荠
江南荸荠（学名：Heleocharis migoana）为莎草科荸荠属的植物，是中国的特有植物。分布在中国大陆的安徽、江西、浙江等地，一般生长在山坡潮湿草丛中，目前尚未由人工引种栽培。